# Демієн Леоне
Демієн Леоне (англ. Damien Leone; нар. 29 січня 1982, Статен-Айленд, Нью-Йорк, США) — американський режисер, продюсер, сценарист, монтажер, звукорежисер, гример, художник зі спецефектів і актор. Відомий як творець слешерів «Жахаючий» (2016), «Жахаючий 2» (2022) та «Жахаючий 3» (2024), зокрема, їх антагоніста — клоуна Арта.

## Кар'єра

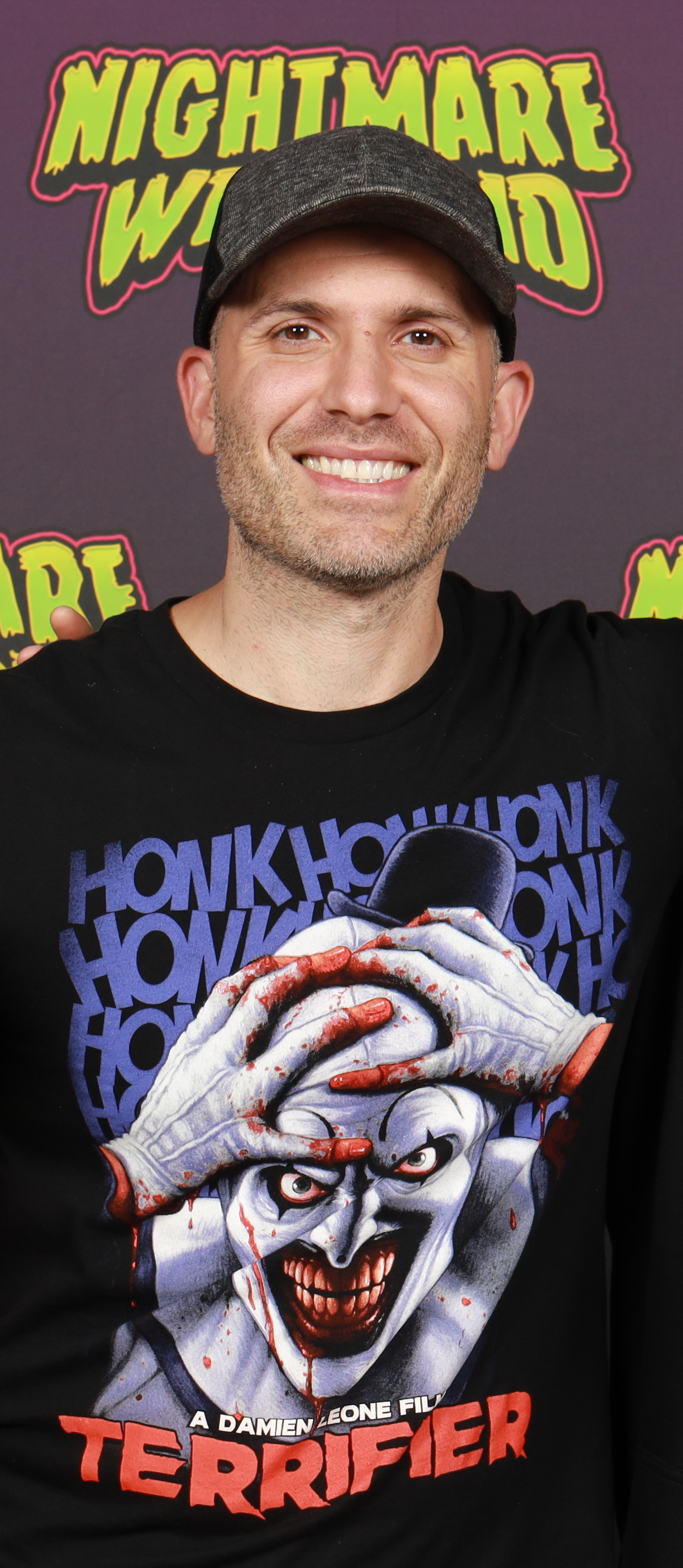
Леоне на у 2024 році

У 2016 році Демієн Леоне випустив фільм-слешер «Жахаючий». За нього він отримав номінацію на премію Fangoria Chainsaw Award за кращий грим та ефекти . У 2022 році світ побачив сиквел, «Жахаючий 2», його також знімав Леоне. Картина отримала позитивні відгуки від кінокритиків і окупилася в прокаті, зібравши понад 15 мільйонів доларів при бюджеті в 250 тисяч. Леоне вдруге виявився претендентом на приз Fangoria Chainsaw Award за спецефекти та грим і в результаті успішно забрав його .
У 2024 році Демієн взяв участь у створенні фільму «Стрим», а також зняв і випустив «Жахаючого 3».

## Фільмографія
| Рік  | Фільм                           | Режисер | Сценарист | Продюсер | Монтажер | Гример і художник за спецефектами | Джерело                                   |
| ---- | ------------------------------- | ------- | --------- | -------- | -------- | --------------------------------- | ----------------------------------------- |
| 2005 | «Любов»                         | Ні      | Ні        | Ні       | Ні       | Так                               | [ 25 ]                                    |
| 2008 | «Дев'яте коло»                  | Так     | Так       | Так      | Ні       | Так                               |                                           |
| 2011 | «Жах, що несе»                  | Так     | Так       | Так      | Так      | Так                               |                                           |
| 2013 | «Вечір усіх святих»             | Так     | Так       | Так      | Так      | Так                               | [ 26 ] [ 27 ]                             |
| 2015 | «Франкенштейн проти мумії»      | Так     | Так       | Ні       | Так      | Так                               | [ 28 ] [ 29 ]                             |
| 2015 | «Смійся, кілер, смійся»         | Ні      | Ні        | Ні       | Ні       | Так                               | [ 25 ]                                    |
| 2015 | «Напередодні Дня Усіх Святих 2» | Ні      | Ні        | Так      | Ні       | Ні                                | [ 30 ]                                    |
| 2016 | «Жахаючий»                      | Так     | Так       | Так      | Так      | Так                               | [ 31 ]                                    |
| 2022 | «Жахаючий 2»                    | Так     | Так       | Так      | Так      | Так                               | [ 32 ]                                    |
| 2024 | «Стрим»                         | Ні      | Ні        | Так      | Ні       | Так                               | [ 33 ] [ 34 ]                             |
| 2024 | «Жахаючий 3»                    | Так     | Так       | Так      | Так      | Так                               | [ 35 ] [ 36 ] [ 37 ] [ 38 ] [ 39 ] [ 40 ] |

Актор
- 2008 — Дев'яте коло / The 9th Circle — демон
- 2022 — Жахаючий 2 / Terrifier 2 — королева Фенікс

## Нагороди та номінації
| Рік  | Нагорода                                                 | Категорія                              | Фільм                      | Результат | Джерело       |
| ---- | -------------------------------------------------------- | -------------------------------------- | -------------------------- | --------- | ------------- |
| 2011 | ShockerFest                                              | «Приз глядацьких симпатій»             | «Жахаючий»                 | Перемога  |               |
| 2012 | Louisville Fright Night Film Fest                        | «Найкращий фільм у жанрі „грайндхаус“» | «Жахаючий»                 | Перемога  |               |
| 2015 | Rondo Hatton Classic Horror Awards                       | «Найкращий незалежний фільм»           | «Франкенштейн проти мумії» | Номінація |               |
| 2019 | Fangoria Chainsaw Awards                                 | «Найкращий фільм з обмеженим прокатом» | «Жахаючий»                 | Номінація | [ 41 ]        |
| 2019 | Fangoria Chainsaw Awards                                 | «Кращі грим та спецефекти»             | «Жахаючий»                 | Номінація | [ 41 ]        |
| 2022 | Greater Western New York Film Critics Association Awards | «Проривний режисер»                    | «Жахаючий 2»               | Номінація | [ 42 ]        |
| 2023 | Fangoria Chainsaw Awards                                 | «Кращі грим та спецефекти»             | «Жахаючий 2»               | Перемога  | [ 43 ] [ 44 ] |